# Gamma Sagittae
Désignations
Gamma Sagittae (γ Sge / γ Sagittae) est l'étoile la plus brillante de la constellation de la Flèche. Sa magnitude apparente est de 3,47. D'après la mesure de sa parallaxe annuelle par le satellite Hipparcos, elle est située à environ 258 années-lumière de la Terre. Elle se rapproche du Système solaire à une vitesse radiale de −33,6 km/s.
Gamma Sagittae est une géante rouge  et de type spectral M0-III. La photométrie du satellite Hipparcos a mis en évidence que l'étoile est légèrement variable, avec une période de 6,38 jours et une amplitude d'à peine quatre millièmes de magnitude,.